# Good Housekeeping

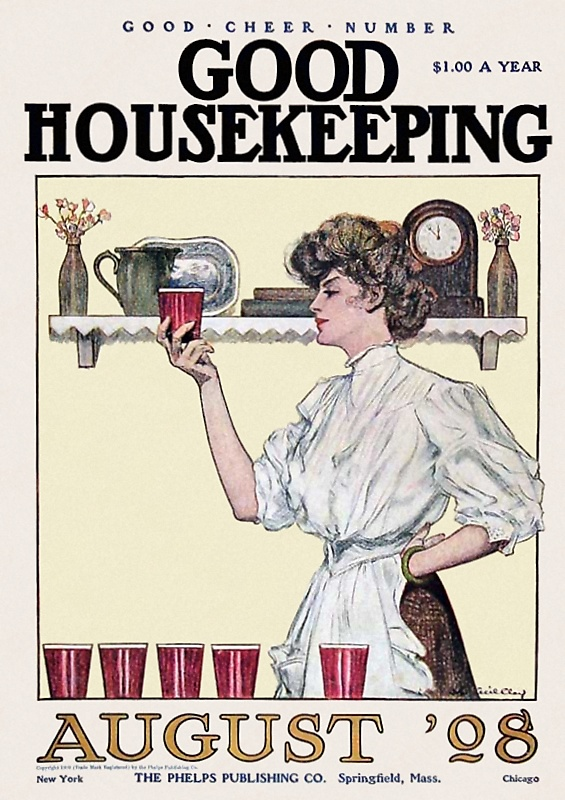
Titel August 1908, von John Cecil Clay.

Good Housekeeping ist ein Frauenmagazin, das zum Medienkonzern Hearst Corporation gehört. Es bringt Beiträge zu Themen wie Gesundheit, Ernährung, Haus, Garten, Mode, Schönheit und Reisen. Hinzu kommen literarische Artikel und Berichte über prominente oder nicht-prominente Personen und ihre Schicksale. Bekannt ist auch das Good Housekeeping Research Institute, das ein Gütesiegel (Good Housekeeping Seal of Approval) für getestete Produkte verleiht.

## Geschichte
Das Magazin wurde am 2. Mai 1885 von Clark W. Bryan in Holyoke, Massachusetts, USA gegründet.
1922 wurde eine britische Ausgabe im gleichen Stil wie das amerikanische Vorbild herausgebracht.

1911 wurde das Magazin an die Hearst Corporation verkauft. Zu der Zeit erreichte es eine Auflage von 300.000 Exemplaren. 1966 erreichte Good Housekeeping 5,5 Millionen Leser.
Literarische Beiträge wurden u. a. von Somerset Maugham, Edwin Markham, Frances Parkinson Keyes, A. J. Cronin, Virginia Woolf und Evelyn Waugh geliefert.
1900 wurde die Experiment Station, die Vorgängerin des Good Housekeeping Research Institute (GHRI) gegründet. Die Versuchsküche und das Testlabor für Haushaltsgeräte wurden 1910 offiziell eingerichtet. Seit 1909 verleiht das Magazin das Gütesiegel Good Housekeeping Seal of Approval. Produkte, die das Siegel tragen, haben eine Garantie von zwei Jahren. Bisher haben mehr als 5000 Produkte das Siegel erhalten.
Im April 1912, ein Jahr nachdem William Randolph Hearst das Magazin erworben hatte, wurde Harvey W. Wiley, Beauftragter der U.S. Food and Drug Administration, Leiter des GHRI.
Das Magazin hat sich schon 1905 für gesunde und reine Lebensmittel eingesetzt und half so, den Pure Food and Drug Act von 1906 zu verabschieden.